# Black Aces FC
Black Aces FC war ein simbabwischer Fußballverein aus Harare.
Der Verein wurde 1972 unter dem Namen Chibuku FC gegründet. Er gewann 1975 seine erste Meisterschaft. 1985 benannte sich der Verein um in Black Aces FC. Nachdem er zwischenzeitlich in die 2. Division abgestiegen waren, gelang ihm 1991 der Aufstieg. Im darauffolgenden Jahr 1992 konnten er als Aufsteiger die zweite Meisterschaft gewinnen. Im Jahr 2001 wurde der Verein aufgelöst. 1971 und 1974 gewannen er den nationalen Pokalwettbewerb.

## Statistik in den CAF-Wettbewerben
| Wettbewerb                          | Runde    | Gegner    | Hinspiel            | Rückspiel           |  |
| ----------------------------------- | -------- | --------- | ------------------- | ------------------- |  |
|                                     |          |           |                     |                     |  |
| African Cup of Champions Clubs 1993 | 1. Runde | AC Sotema | kampflos für Sotema | kampflos für Sotema |  |

- Der Verein verzichtete nach der Auslosung auf die Teilnahme am Wettbewerb.